# Dorfkirche Dahnsdorf

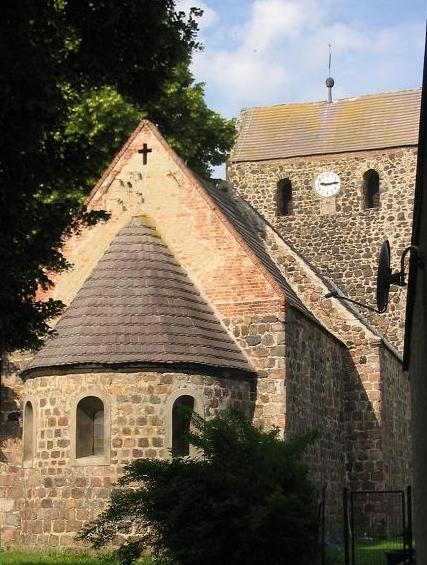
Dorfkirche Dahnsdorf

Die evangelische Dorfkirche Dahnsdorf ist eine spätromanische Feldsteinkirche im Ortsteil Dahnsdorf der Gemeinde Planetal im Landkreis Potsdam-Mittelmark in Brandenburg. Sie gehört zur Kirchengemeinde Planetal im Kirchenkreis Mittelmark-Brandenburg der Evangelischen Kirche Berlin-Brandenburg-schlesische Oberlausitz.

## Geschichte und Architektur
Die Kirche Dahnsdorf ist eine stattliche vollständige Anlage einer romanischen Dorfkirche aus zumeist sorgfältigem Feldsteinquadermauerwerk vom Anfang des 13. Jahrhunderts mit eingezogenem Chor, Apsis und Westquerturm. Sie gehörte dem Deutschen Orden, der von 1227 bis 1777 eine Komturei in Dahnsdorf unterhielt.
Die ursprünglichen Fenster sind mit Ausnahme der im 19. Jahrhundert vergrößerten Südfenster erhalten. Das Bauwerk auf rechteckigem Grundriss ist innen mit einer Holzbalkendecke geschlossen und zeigt einen rundbogigen Triumphbogen; der Rundbogen zur Turmhalle wurde später zugesetzt.  Eine Restaurierung fand um 1970 statt.

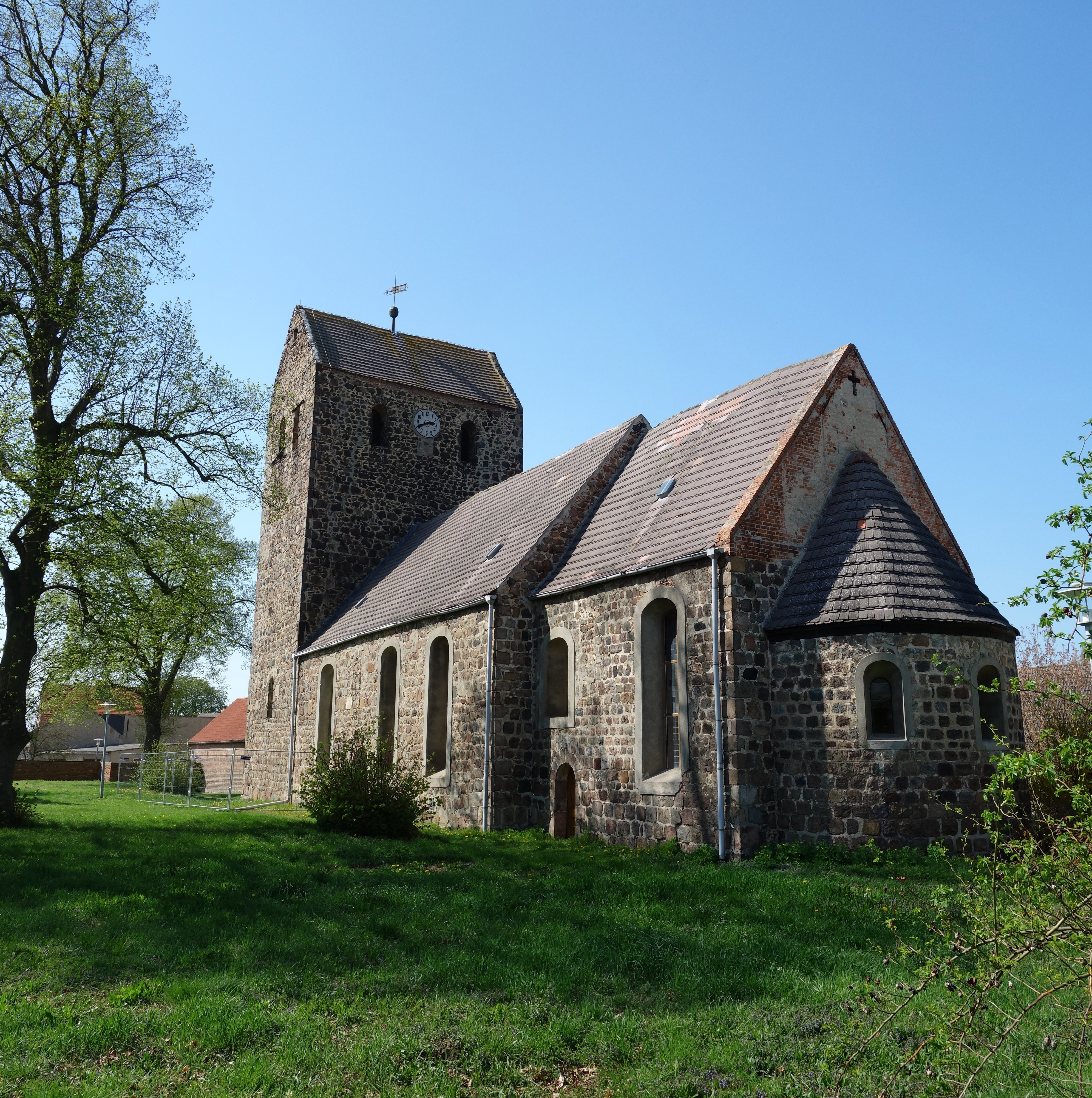
Südostansicht

## Ausstattung
Der  hölzerne Altaraufsatz stammt aus dem ersten Viertel des 17. Jahrhunderts und steht auf der mittelalterlichen Feldsteinmensa, die wohl aus der Bauzeit der Kirche stammt. Er zeigt einen zweigeschossigen Aufbau mit vorgestellten Säulen und einer Ornamentik im beginnenden Ohrmuschelstil; die Wangen sind aus je zwei querovalen Medaillons gebildet. Im Hauptfeld steht ein Gemälde des Abendmahls, im Aufsatz eine Darstellung des triumphierenden Christus. Die Medaillongemälde mit Darstellungen des Sündenfalls, der Verkündigung, der Anbetung und der Taufe Christi wurden 1997 gestohlen, ebenso die den Aufsatz rahmenden Engel mit Leidenswerkzeugen. Der Altar ist außerdem durch Anobienbefall gefährdet. Die Deutsche Stiftung Denkmalschutz unterstützt weiterhin die erforderliche Dachneueindeckung.
Die Kanzel wurde wohl gleichzeitig mit dem Altar in schlichteren Formen gefertigt. Sie wurde in der zweiten Hälfte des 19. Jahrhunderts verändert und neu gefasst. Eine schwere achteckige Sandsteintaufe entstammt der Zeit der Gotik.
Die Westempore stammt aus dem 19. Jahrhundert. Teile der pilastergegliederten Brüstung entstanden um 1600 und wurden von einem Patronatsstuhl übernommen. Im Chor finden sich Kastengestühle aus dem 17. Jahrhundert, davon eines mit verschiebbaren Gitterfenstern. Auf dem Balken im Triumphbogen sind hölzerne Figuren von Maria und Johannes einer spätgotischen Kreuzigungsgruppe aus der zweiten Hälfte des 15. Jahrhunderts aufgestellt.
Die Orgel ist ein schlichtes Werk von Gottfried Wilhelm Baer aus dem Jahr 1856 mit neuromanischem Prospekt.